# Chromis xanthopterygia
Chromis xanthopterygia är en fiskart som beskrevs av Randall och Mccarthy, 1988. Chromis xanthopterygia ingår i släktet Chromis och familjen Pomacentridae. Inga underarter finns listade i Catalogue of Life.